# Intershop
Intershop era una catena di negozi al dettaglio gestita dal governo della Repubblica Democratica Tedesca, dove era possibile acquistare beni con esenzione doganale utilizzando esclusivamente valute forti o assegni Forumscheck. Il marco orientale non era accettato. Inizialmente concepiti per i visitatori provenienti dai paesi occidentali, i negozi Intershop furono aperti anche ai cittadini della Germania Est, consentendo loro di acquistare prodotti d'importazione non disponibili negli altri negozi della RDT.

## Storia
Il 14 dicembre 1962, i rappresentanti della Mitropa (Deutsche Reichsbahn) e della Deutsche Genußmittel fondarono l'organizzazione commerciale statale “Intershop GmbH” con l'obiettivo di accumulare valute liberamente convertibili in circolazione nella RDT. Il gruppo di riferimento era costituito dai viaggiatori in transito e dai visitatori provenienti dai Paesi occidentali. I primi punti vendita mobili furono aperti presso la stazione di Berlino-Friedrichstraße, dove si offrivano principalmente sigarette a prezzi significativamente inferiori rispetto a quelli di Berlino Ovest. Con il tempo, l'offerta si ampliò includendo bevande alcoliche e altri beni di consumo. Già nel 1962, le vendite raggiunsero il milione di marchi tedeschi orientali.
Con l'apertura dei primi Interhotel, concepiti per accogliere i turisti occidentali, vennero istituiti nuovi punti vendita Intershop al loro interno. Inoltre, i clienti potevano acquistare beni direttamente dalla propria camera tramite un apposito servizio. In breve tempo, gli Intershop si diffusero rapidamente all'interno degli hotel delle principali città tedesche orientali.

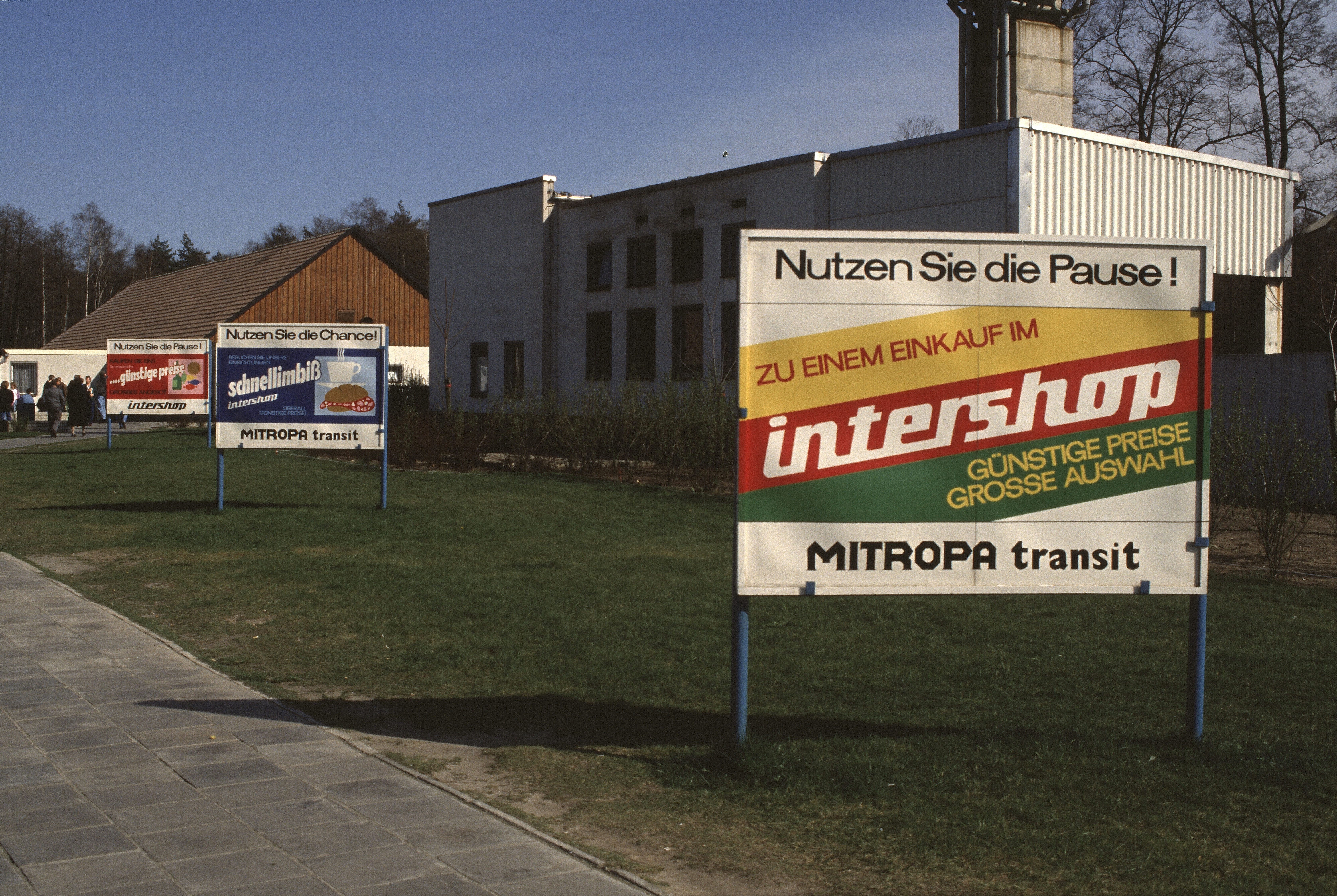
Pubblicità per un Intershop in una stazione di servizio autostradale.

In seguito, gli Intershop furono aperti ai valichi di frontiera, nelle aree di sosta sulle rotte di transito tra la Repubblica Federale Tedesca e Berlino Ovest (Inter-Tank) e nelle stazioni ferroviarie, negli aeroporti e nei porti dei traghetti. Era possibile pagare con qualsiasi valuta liberamente convertibile, in particolare con i marchi della Germania Ovest. La gamma di prodotti comprendeva alimenti, bevande alcoliche, tabacchi, abbigliamento, giocattoli, gioielli, cosmetici, attrezzature tecniche, registrazioni sonore e molto altro. Questi prodotti non erano acquistabili nella RDT con il marco orientale, o lo erano solo in casi isolati, anche se la maggior parte della merce offerta era realizzata nella RDT per aziende occidentali nell'ambito della produzione autorizzata. I negozi Intershop erano riforniti dalla “forum Außenhandelsgesellschaft mbH”, che faceva parte del Kommerzielle Koordinierung (KoKo) del Ministero del commercio estero.
Fino al 1974, ai cittadini tedeschi orientali era vietato detenere valuta estera. Questo divieto fu abolito con un decreto del Consiglio dei ministri e da allora i cittadini poterono fare acquisti anche nella maggior parte degli Intershop. Tuttavia, i cosiddetti “negozi di transito” situati nelle stazioni di servizio autostradali erano riservati solo ai viaggiatori della cosiddetta "area economica non socialista" (Nichtsozialistisches Wirtschaftsgebiet), motivo per cui all'ingresso dovevano essere esibiti passaporti e documenti di viaggio. L'offerta consisteva in prodotti duty-free (sigarette, alcolici, caffè e profumi), nonché in abbigliamento, orologi e gioielli di marca. I prezzi al dettaglio erano ben al di sotto rispetto a quelli nella RFT e a Berlino Ovest, mentre i prezzi dei prodotti più ricercati dai cittadini della RDT erano relativamente alti. I cittadini tedeschi orientali non potevano cambiare legalmente i marchi della DDR in valuta estera e l'unico modo di ottenerla era ricevere regali in valuta estera da parte di parenti nei Paesi occidentali oppure lavorare nei Paesi occidentali. Nel 1974 c'erano 271 Intershop. Poiché si trattava di un problema ideologico, il segretario generale del Partito Socialista Unificato di Germania e presidente del Consiglio di Stato Erich Honecker affermò nel 1977:

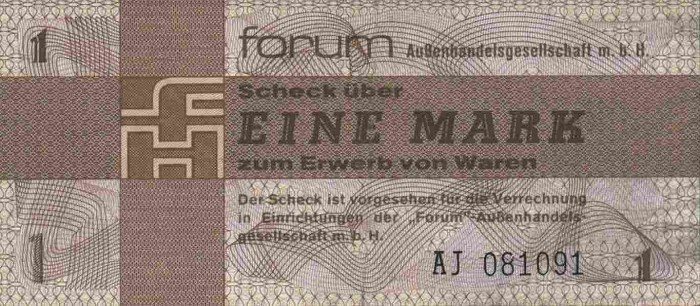
Forumscheck da 1 marco.

Il 1º gennaio 1977 venne istituito il forum HG, un organismo gestito a livello centrale che coordinava il commercio di valuta nella RDT. A capo del KoKo vi era Alexander Schalck-Golodkowski, le cui responsabilità comprendevano anche l'amministrazione degli Intershop. Il 16 aprile 1979, il forum HG iniziò a emettere i Mark-Wertschecks der forum Handelsgesellschaft mbH: per poter continuare ad acquistare negli Intershop, i cittadini della RDT dovettero convertire le valute estere presso la Staatsbank der DDR in questi nuovi assegni divenuti noti come Forumscheck. Gli stranieri non residenti nella RDT potevano invece continuare a pagare direttamente con la loro valuta. Un marco Forumscheck equivaleva a un marco tedesco, con il taglio minimo di 50 pfennig. Per gli importi più piccoli, il resto veniva spesso restituito sotto forma di tavolette di cioccolato o lecca-lecca da 10 pfennig. L’introduzione dei Forumschecks aveva lo scopo preciso di acquisire immediatamente le valute pregiate, poiché i Forumschecks raramente venivano utilizzati lo stesso giorno in cui erano stati emessi.
Negli anni ottanta i negozi erano 380 e le vendite si aggiravano intorno ai miliardi di marchi. Dal 1962, nella RDT sono stati aperti gli ultimi 300 negozi Exquisit (abbigliamento, calzature e cosmetici) e dal 1976 più di 550 negozi Delikat (alimentari). Questi negozi consentivano ai cittadini della RDT privi di denaro occidentale di accedere a prodotti di alta qualità, al fine di regolare il potere d'acquisto. Nel 1989, divenuti 470 nel 1989.

Il Ministero per la Sicurezza dello Stato (la Stasi) monitorava molto da vicino gli Intershop, con dipendenti o funzionari impiegati nelle vendite. In alcuni casi venivano utilizzate telecamere di sorveglianza e all'inizio venivano controllati anche i passaporti. Il trasporto delle merci era ben protetto e monitorato. Ciononostante, nei negozi Intershop si verificarono numerosi furti e alcune rapine a mano armata, e nelle indagini veniva coinvolta anche la Stasi oltre alla Volkspolizei. Si scoprì che i direttori e i dipendenti dei negozi erano spesso tra gli autori dei furti. Per questo motivo, a partire dagli anni Ottanta, una parte dei salari veniva corrisposta in marchi della Germania occidentale. Anche le mance dovevano essere distribuite seguendo regole precise.

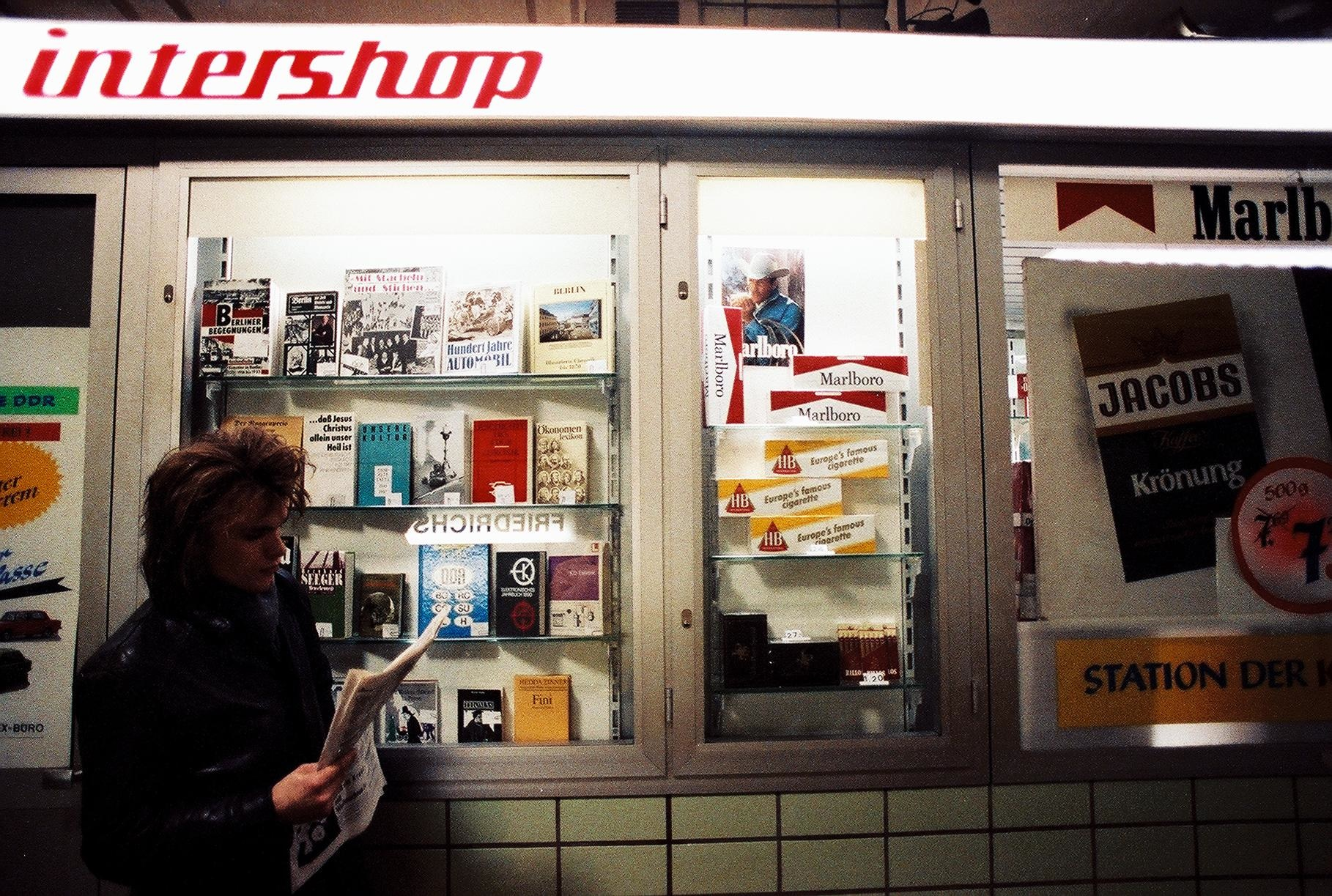
Negozio Intershop nella Stazione di Berlino-Friedrichstraße, 1990.

Poiché non era consentito scattare fotografie all'interno degli Intershop, ci sono pochissime foto e la maggior parte di esse sono state scattate dalla Stasi. Il fotografo della Germania Ovest Günter Schneider scattò numerose foto dei negozi Intershop nell'ambito di un più ampio reportage sulle vie di transito.
Secondo le leggi fiscali della Repubblica Federale Tedesca, gli acquisti esenti da imposte negli Intershop erano consentiti solo ai cittadini della RFT e di Berlino Ovest che si recavano nella RDT. Di conseguenza, i clienti dell'Intershop situato presso la stazione della metropolitana di Friedrichstraße, accessibile direttamente dalla rete metropolitana di Berlino Ovest senza attraversare il confine, venivano spesso fermati dai funzionari della dogana di Berlino Ovest al rientro e obbligati a pagare l'IVA non dichiarata.
Secondo le leggi fiscali della Repubblica Federale Tedesca, gli acquisti esenti da imposte negli Intershop erano legali solo per i cittadini della Repubblica Federale Tedesca e di Berlino Ovest se si erano recati nella DDR. I clienti dell'Intershop della stazione della metropolitana di Friedrichstraße, accessibile dalla rete metropolitana di Berlino Ovest senza passaggio di frontiera, venivano quindi spesso fermati dai doganieri tedeschi occidentali al loro ritorno a Berlino Ovest e dovevano pagare l'imposta sul valore aggiunto non versata.
Nel 1989 erano attivi 470 negozi, ma con la riunificazione tedesca del 1990 la catena Intershop cessò le attività.

## Bilancio
Con l'introduzione dei Forumscheck nel 1979, il fatturato degli Intershop era calato da 896 milioni a 774 milioni di marchi tedeschi. Dal 1985 in poi, il fatturato annuale superava il miliardo di marchi tedeschi. Alla fine degli anni ottanta, il debito estero della RDT ammontava a 26,5 miliardi di dollari USA, somma compensata da attività e crediti propri per 15,7 miliardi di dollari USA. Il KoKo, che comprendeva anche la catena di negozi Intershop, ne generava una parte considerevole.